# Bertha Wegmann
Bertha Wegmann, née le 16 décembre 1846 à Soglio en Suisse et morte le 22 février 1926 à Copenhague, est une peintre portraitiste danoise d'origine suisse. Elle est la première femme à avoir une Chaire à l'Académie royale des beaux-arts du Danemark.

## Photos de Bertha Wegmann

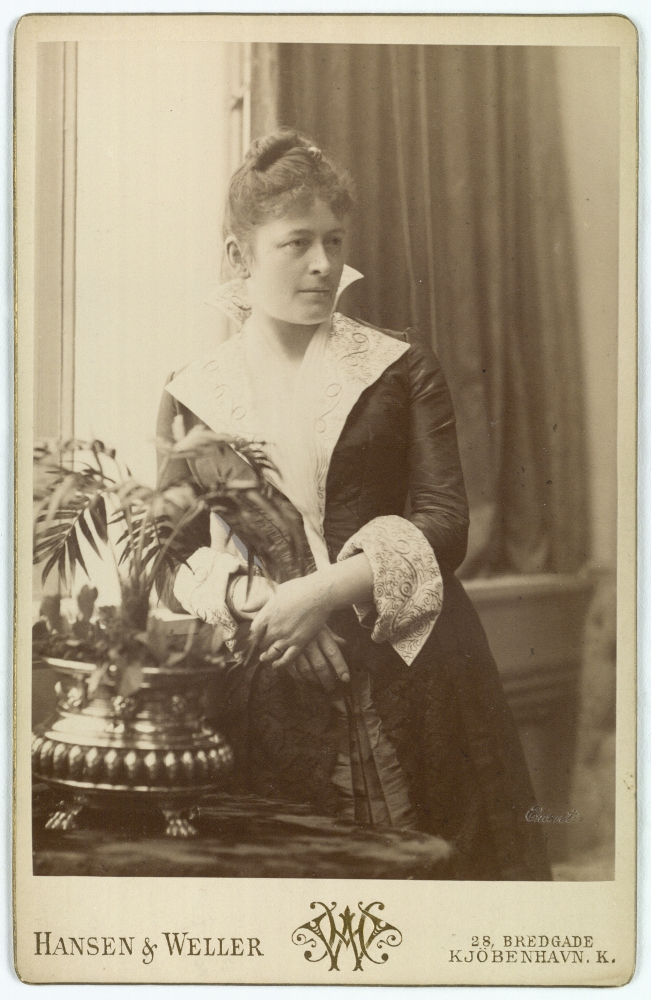
Bertha Wegmann photographiée par Hansen & Weller
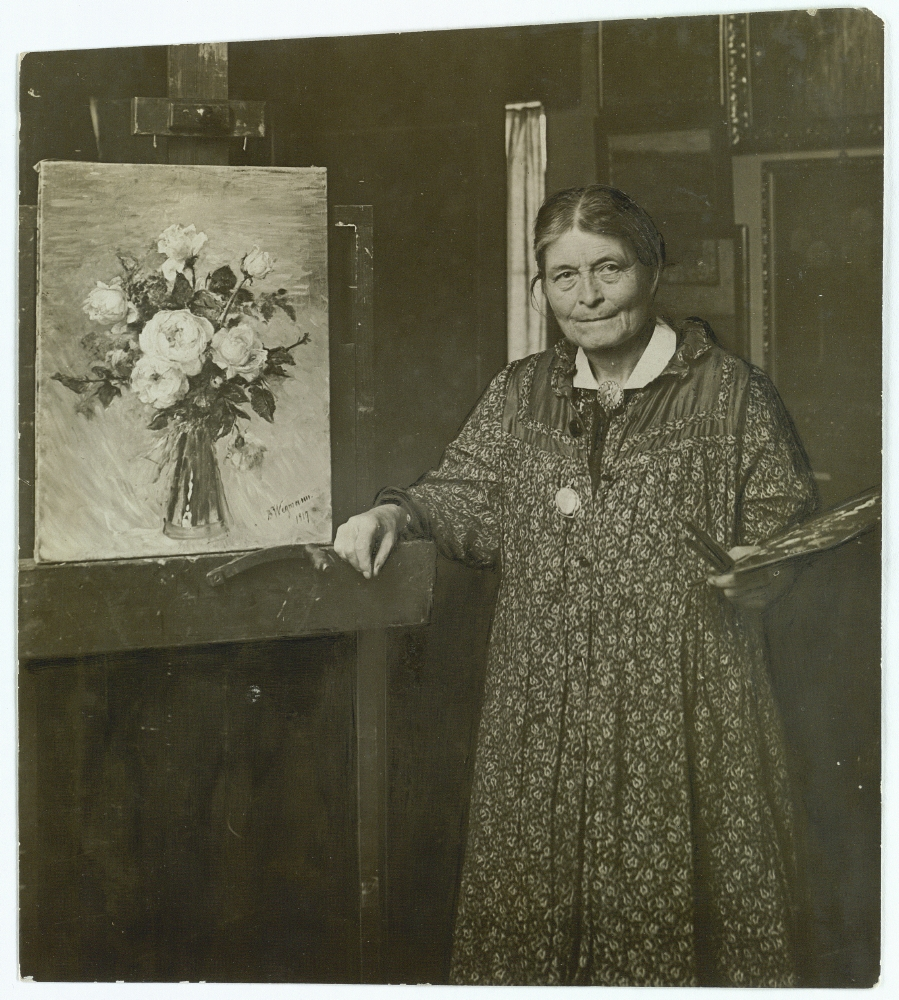
Bertha Wegmann à la fin de sa vie photographiée par Holger Damgaard (da).

## Œuvres

La peintre Jeanna Bauck[1], Nationalmuseum
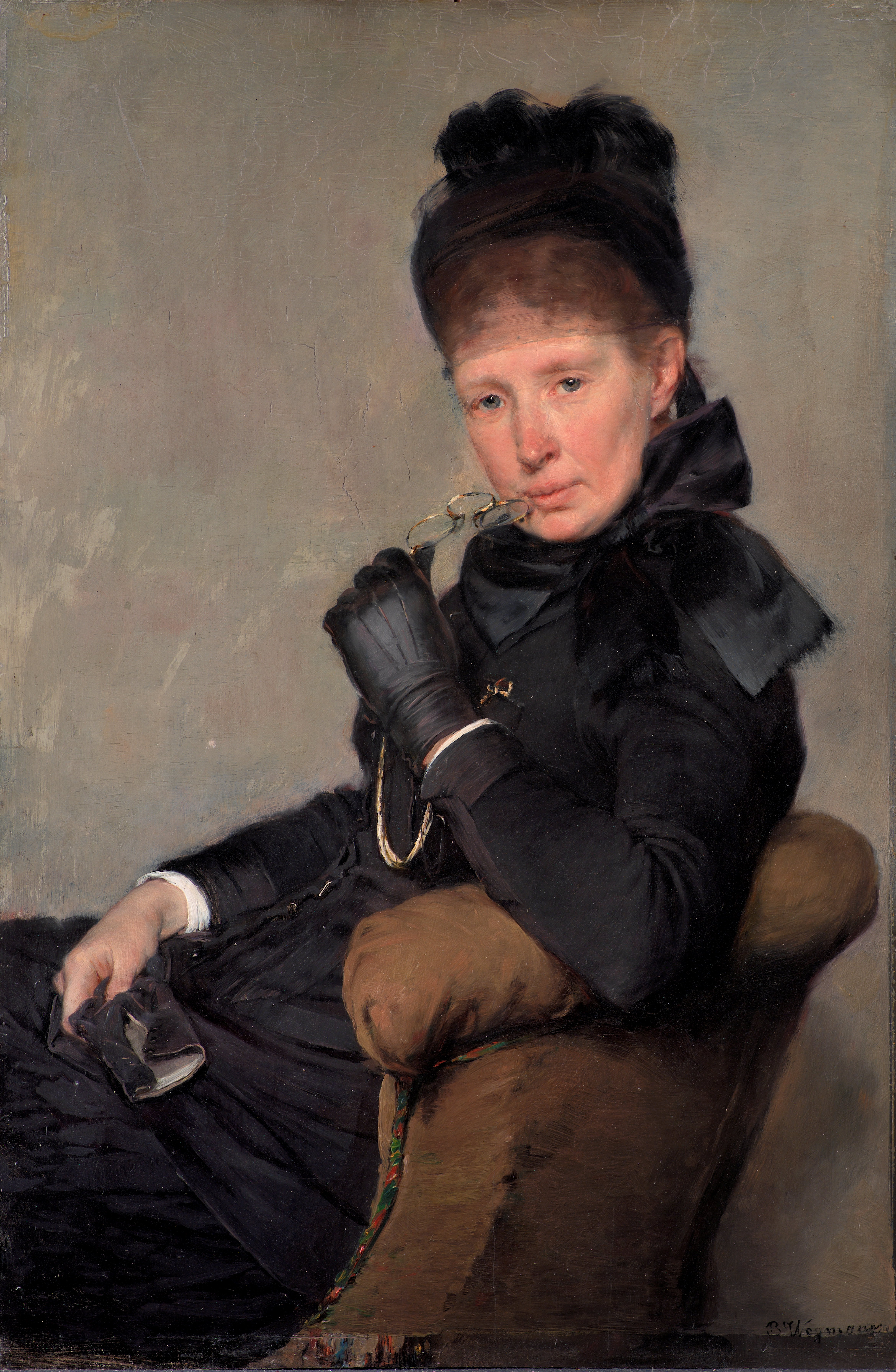
Jeanna Bauck en 1887
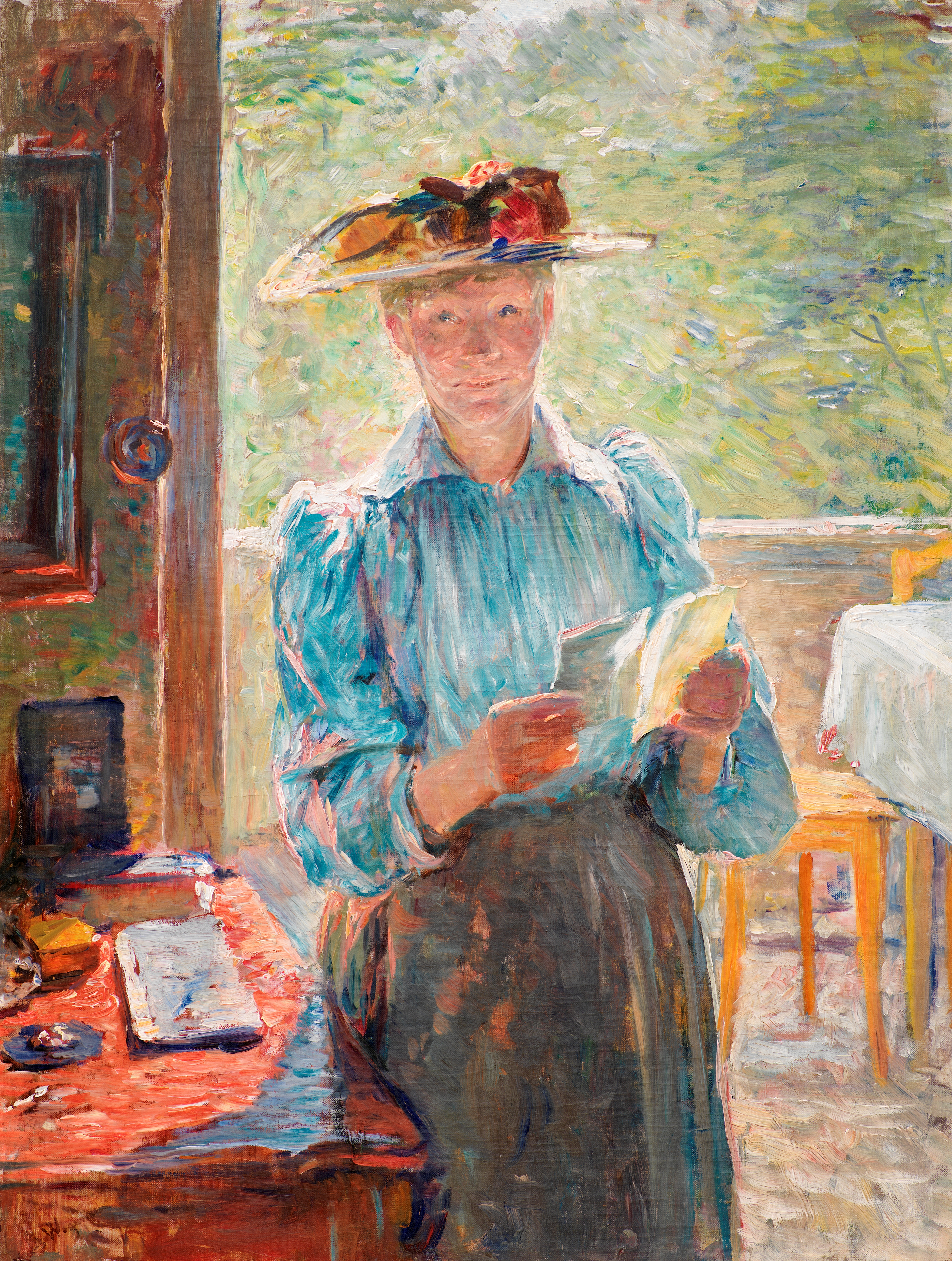
Hanna Lucia Bauck
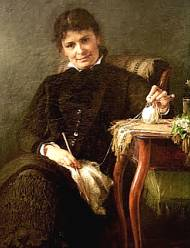
La sœur de Bertha Wegmann, Anna Seekamp, musée SMK, Copenhague
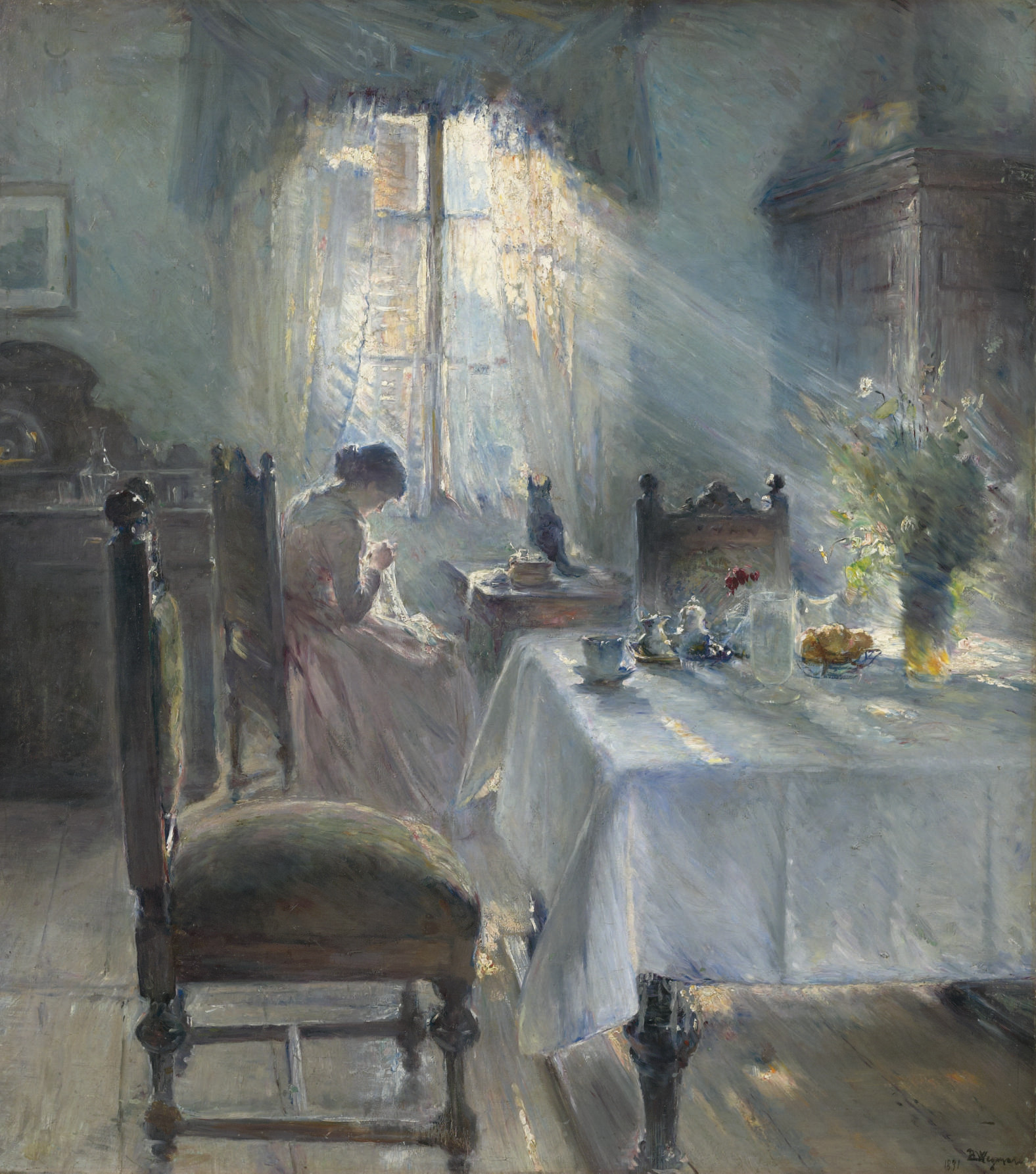
Peinture de 1891
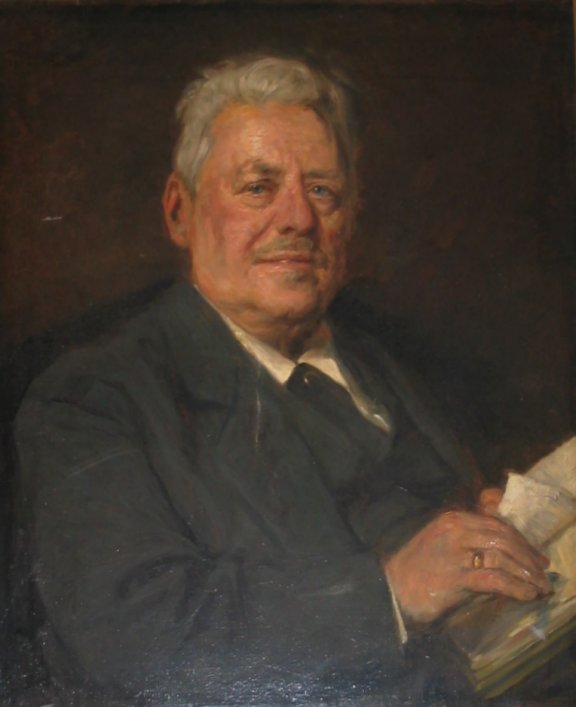
Andreas Sophus Schack Steenberg (da)